# Hister caucasicus
Hister caucasicus är en skalbaggsart som beskrevs av Krása 1944. Hister caucasicus ingår i släktet Hister och familjen stumpbaggar. Inga underarter finns listade i Catalogue of Life.